# Ehrhardt
Ehrhardt – miasto w Stanach Zjednoczonych, w stanie Karolina Południowa, w hrabstwie Bamberg.